# Championnats de Hongrie d'escrime
Les championnats de Hongrie d'escrime sont organisés tous les ans par la Fédération hongroise d'escrime. On y attribue les titres de champions de Hongrie lors d'épreuves individuelles et par équipes. La première édition des championnats de Hongrie a eu lieu en 1900.

## Palmarès

### Palmarès individuel
| Année | Fleuret masculin     | Fleuret féminin         | Épée masculine     | Épée féminine   | Sabre masculin      | Sabre féminin        |
| 1900  | Ervin Mészáros       |                         |                    |                 | László Pórteleky    |                      |
| 1901  | Alajos Akay          |                         |                    |                 | Béla Nagy           |                      |
| 1902  | Ervin Mészáros       |                         |                    |                 | Béla Békessy        |                      |
| 1903  | Ervin Mészáros       |                         |                    |                 | Béla Békessy        |                      |
| 1904  | Ervin Mészáros       |                         |                    |                 | Béla Békessy        |                      |
| 1905  | Béla Békessy         |                         |                    |                 | Béla Békessy        |                      |
| 1906  | Béla Békessy         |                         |                    |                 | Béla Békessy        |                      |
| 1907  | Péter Tóth           |                         |                    |                 | Béla Békessy        |                      |
| 1908  | Péter Tóth           |                         |                    |                 | Jenő Szántay        |                      |
| 1909  | Péter Tóth           |                         |                    |                 | Géza Krencsey       |                      |
| 1910  | Dezső Földes         |                         |                    |                 | Péter Tóth          |                      |
| 1911  | Péter Tóth           |                         |                    |                 | Péter Tóth          |                      |
| 1912  | Pál Pajzs            |                         |                    |                 | Lajos Werkner       |                      |
| 1913  | Péter Tóth           |                         |                    |                 | Lajos Werkner       |                      |
| 1914  | Péter Tóth           |                         |                    |                 | Lajos Werkner       |                      |
| 1915  | Non disputés         |                         |                    |                 |                     |                      |
| 1916  | Non disputés         |                         |                    |                 |                     |                      |
| 1917  | Non disputés         |                         |                    |                 |                     |                      |
| 1918  | Non disputés         |                         |                    |                 |                     |                      |
| 1919  | Non disputés         |                         |                    |                 |                     |                      |
| 1920  | Péter Tóth           |                         |                    |                 | Bertalan Dunay      |                      |
| 1921  | Péter Tóth           |                         |                    |                 | György Santelli     |                      |
| 1922  | Zoltán Schenker      |                         |                    |                 | Sándor Pósta        |                      |
| 1923  | István Lichteneckert |                         |                    |                 | János Garay         |                      |
| 1924  | Zoltán Schenker      |                         |                    |                 | Sándor Pósta        |                      |
| 1925  | Ödön Tersztyánszky   |                         |                    |                 | Ödön Tersztyánszky  |                      |
| 1926  | Ödön Terstyánszky    |                         |                    |                 | József Rády         |                      |
| 1927  | József Rády          |                         |                    |                 | Ödön Terstyánszky   |                      |
| 1928  | Ödön Terstyánszky    | Margit Danÿ             |                    |                 | Ödön Terstyánszky   |                      |
| 1929  | György Piller        | Erna Bogen              |                    |                 | József Rády         |                      |
| 1930  | György Piller        | Erna Bogen              | János Hajdu        |                 | Sándor Gombos       |                      |
| 1931  | György Piller        | Erna Bogen              | György Rozgonyi    |                 | György Piller       |                      |
| 1932  | Ottó Hatz            | Erna Bogen              | Gyula Timár        |                 | György Piller       |                      |
| 1933  | Ottó Hátszeghy       | Erna Bogáthy            | Endre Somogyi      |                 | Antal Zirczy        |                      |
| 1934  | Ottó Hátszeghy       | Erna Bogáthy            | Pál Dunay          |                 | László Rajcsányi    |                      |
| 1935  | Aladár Gerevich      | Erna Bogáthy            | Béla Bay           |                 | Pál Kovács          |                      |
| 1936  | Béla Bay             | Ilona Elek              | Jenő Borovszky     |                 | Aladár Gerevich     |                      |
| 1937  | József Hátszeghy     | Margit Elek             | Béla Bay           |                 | Imre Rajczy         |                      |
| 1938  | Aladár Gerevich      | Erna Bogáthy            | Sándor Gözsy       |                 | Lajos Maszlay       |                      |
| 1939  | Aladár Gerevich      | Erna Bogáthy            | Béla Rerrich       |                 | Tibor Berczelly     |                      |
| 1940  | Aladár Gerevich      | Katalin Majorné Horváth | János Kevey        |                 | Pál Kovács          |                      |
| 1941  | Zsolt Bedő           | Erna Bogáthy            | Imre Hennyey       |                 | Tibor Berczelly     |                      |
| 1942  | Pál Dunay            | Ingeborg Gündisch       | Béla Mikla         |                 | Pál Kovács          |                      |
| 1943  | József Hátszeghy     | Erna Bogáthy            | Sándor Gözsy       |                 | Tibor Berczelly     |                      |
| 1944  | József Hátszeghy     | Erna Bogáthy            | Imre Hennyey       |                 | Tibor Berczelly     |                      |
| 1945  | Non disputés         | Non disputés            | Non disputés       |                 | Non disputés        |                      |
| 1946  | Pál Dunay            | Ilona Elek              | Barnabás Berzsenyi |                 | Aladár Gerevich     |                      |
| 1947  | Béla Bay             | Ilona Elek              | Imre Hennyey       |                 | Bertalan Papp       |                      |
| 1948  | Aladár Gerevich      | Katalin Majorné Horváth | Béla Rerrich       |                 | Rudolf Kárpáti      |                      |
| 1949  | Aladár Gerevich      | Ilona Elek              | József Sákovics    |                 | Tibor Berczelly     |                      |
| 1950  | József Sákovics      | Ilona Elek              | Ambrus Nagy        |                 | Tibor Berczelly     |                      |
| 1951  | Endre Tilli          | Magda Nyári             | Béla Rerrich       |                 | Tibor Berczelly     |                      |
| 1952  | Endre Tilli          | Ilona Elek              | Barnabás Berzsenyi |                 | Tibor Berczelly     |                      |
| 1953  | Endre Tilli          | Magda Zsabka            | Béla Rerrich       |                 | László Rajcsányi    |                      |
| 1954  | Endre Tilli          | Magda Zsabka            | Barnabás Berzsenyi |                 | Pál Kovács          |                      |
| 1955  | Mihály Fülöp         | Lídia Dömölky           | Barnabás Berzsenyi |                 | Rudolf Kárpáti      |                      |
| 1956  | Lajos Somodi         | Magda Nyári             | Ambrus Nagy        |                 | Aladár Gerevich     |                      |
| 1957  | Mihály Fülöp         | Katalin Juhász          | István Kausz       |                 | Aladár Gerevich     |                      |
| 1958  | Kázmér Pacséry       | Ildikó Rejtő            | Árpád Bárány       |                 | Pál Kovács          |                      |
| 1959  | Jenő Kamuti          | Lídia Dömölky           | Barnabás Berzsenyi |                 | Pál Kovács          |                      |
| 1960  | Jenő Kamuti          | Lídia Dömölky           | Tamás Gábor        |                 | Pál Kovács          |                      |
| 1961  | László Kamuti        | Ildikó Rejtő            | Tamás Gábor        |                 | Attila Kovács       |                      |
| 1962  | József Gyuricza      | Ildikó Rejtő            | Győző Kulcsár      |                 | Péter Bakonyi       |                      |
| 1963  | László Kamuti        | Katalin Juhász          | András Balczó      |                 | Attila Kovács       |                      |
| 1964  | Béla Gyarmati        | Lídia Dömölky           | Zoltán Nemere      |                 | Tamás Mendelényi    |                      |
| 1965  | László Kamuti        | Lídia Dömölky           | Pál B. Nagy        |                 | Péter Bakonyi       |                      |
| 1966  | Jenő Kamuti          | Lídia Dömölky           | Zoltán Nemere      |                 | Attila Kovács       |                      |
| 1967  | Jenő Kamuti          | Mária Gulácsy           | Pál Schmitt        |                 | Tibor Pézsa         |                      |
| 1968  | Jenő Kamuti          | Lídia Dömölky           | Pál Schmitt        |                 | Tibor Pézsa         |                      |
| 1969  | László Kamuti        | Ildikó Rejtő            | Sándor Erdős       |                 | Tibor Pézsa         |                      |
| 1970  | Gábor Füredi         | Ildikó Rejtő            | Pál B. Nagy        |                 | Tibor Pézsa         |                      |
| 1971  | Sándor Szabó         | Ildikó Tordasi          | Zoltán Nemere      |                 | Péter Bakonyi       |                      |
| 1972  | Csaba Fenyvesi       | Ildikó Rejtő            | István Osztrics    |                 | Péter Marót         |                      |
| 1973  | Béla Gyarmati        | Magda Maros             | Csaba Fenyvesi     |                 | Pál Gerevich        |                      |
| 1974  | István Czakkel       | Ildikó Bóbis            | Ernő Kolczonay     |                 | Pál Gerevich        |                      |
| 1975  | Jenő Kamuti          | Ildikó Tordasi          | Csaba Fenyvesi     |                 | Péter Marót         |                      |
| 1976  | István Marton        | Ildikó Tordasi          | István Osztrics    |                 | Pál Gerevich        |                      |
| 1977  | László Héri          | Mária Szolnoki          | Jenő Pap           |                 | Pál Gerevich        |                      |
| 1978  | Gyula Kovács         | Magda Maros             | Zoltán Székely     |                 | Tamás Kovács        |                      |
| 1979  | Nándor Rózsavári     | Gertrúd Stefanek        | Zoltán Székely     |                 | Rudolf Nébald       |                      |
| 1980  | Zoltán Balla         | Magda Maros             | László Pethő       |                 | Imre Gedővári       |                      |
| 1981  | Gyula Orosz          | Katalin Győrffy         | Szabolcs Pásztor   |                 | Imre Gedővári       |                      |
| 1982  | András Papp          | Gertrúd Stefanek        | Péter Takács       |                 | Imre Gedővári       |                      |
| 1983  | Lajos Somodi         | Gertrúd Stefanek        | Ernő Kolczonay     |                 | Imre Gedővári       |                      |
| 1984  | Zsolt Érsek          | Katalin Győrffy         | Ernő Kolczonay     |                 | Imre Gedővári       |                      |
| 1985  | Pál Szekeres         | Zsuzsa Jánosi           | Szabolcs Pásztor   |                 | György Nébald       |                      |
| 1986  | Pál Szekeres         | Gertrúd Stefanek        | Sándor Felföldy    |                 | Ferenc Fiedler      |                      |
| 1987  | István Szelei        | Gabriella Lantos        | Ferenc Hegedűs     | Marina Várkonyi | Imre Gedővári       |                      |
| 1988  | Zsolt Érsek          | Zsuzsa Jánosi           | Sándor Felföldy    | Zsuzsanna Szőcs | Imre Gedővári       |                      |
| 1989  | Zsolt Érsek          | Ildikó Mincza           | László Fábián      | Zsuzsanna Szőcs | Bence Szabó         |                      |
| 1990  | Zsolt Érsek          | Ildikó Pusztai          | Ádám Madaras       | Gyöngyi Szalay  | Bence Szabó         |                      |
| 1991  | István Busa          | Mónika Tóth             | Ferenc Hegedűs     | Gyöngyi Szalay  | György Nébald       |                      |
| 1992  | Róbert Kiss          | Ildikó Mincza           | Géza Imre          | Mariann Horváth | Csaba Köves         |                      |
| 1993  | Zsolt Érsek          | Ildikó Mincza           | Iván Kovács        | Tímea Nagy      | Csaba Köves         |                      |
| 1994  | Zsolt Németh         | Ildikó Mincza           | Géza Imre          | Adrienn Hormay  | Csaba Köves         |                      |
| 1995  | Róbert Kiss          | Aida Mohamed            | Iván Kovács        | Adrienn Hormay  | Csaba Köves         |                      |
| 1996  | Attila Juhász        | Gabriella Lantos        | Iván Kovács        | Tímea Nagy      | Domonkos Ferjancsik |                      |
| 1997  | Attila Juhász        | Gabriella Lantos        | Iván Kovács        | Gyöngyi Szalay  | Domonkos Ferjancsik |                      |
| 1998  | Bence Juhász         | Aida Mohamed            | Zsolt Gömöri       | Ildikó Mincza   | Zsolt Nemcsik       | Orsolya Nagy         |
| 1999  | Attila Juhász        | Edina Knapek            | Attila Fekete      | Ildikó Mincza   | György Boros        | Szilvia Bartók       |
| 2000  | Attila Juhász        | Aida Mohamed            | Gábor Boczkó       | Ildikó Mincza   | Domonkos Ferjancsik | Orsolya Nagy         |
| 2001  | Márk Marsi           | Aida Mohamed            | Attila Fekete      | Ildikó Mincza   | Zsolt Nemcsik       | Orsolya Nagy         |
| 2002  | Márk Marsi           | Aida Mohamed            | Gábor Boczkó       | Emese Szász     | Zsolt Nemcsik       | Orsolya Nagy         |
| 2003  | Bence Juhász         | Aida Mohamed            | Gábor Boczkó       | Dóra Kiskapusi  | Zsolt Nemcsik       | Orsolya Nagy         |
| 2004  | Márk Marsi           | Aida Mohamed            | Attila Fekete      | Emese Szász     | Tamás Decsi         | Edina Csaba          |
| 2005  | Attila Juhász        | Katalin Varga           | Iván Kovács        | Julianna Révész | Zsolt Nemcsik       | Orsolya Nagy         |
| 2006  | Péter Bíró           | Aida Mohamed            | Gábor Boczkó       | Adrienn Hormay  | Kende Fodor         | Edina Csaba          |
| 2007  | Anton Berjozkin      | Edina Knapek            | Péter Szényi       | Emese Szász     | Pál Nagy            | Réka Pető            |
| 2008  | Gábor Szabados       | Gabriella Varga         | Géza Imre          | Emese Szász     | Áron Szilágyi       | Réka Pető            |
| 2009  | Gábor Szabados       | Gabriella Varga         | Márk Hanczvikkel   | Hajnalka Tóth   | Zsolt Nemcsik       | Réka Benkó           |
| 2010  | Péter Bíró           | Gabriella Varga         | Gábor Boczkó       | Emese Szász     | Balázs Lontay       | Réka Benkó           |
| 2011  | Gábor Szabados       | Aida Mohamed            | Gábor Boczkó       | Edina Békefi    | Áron Szilágyi       | Réka Benkó           |
| 2012  | Kristóf Szabados     | Gabriella Varga         | Krisztián Kulcsár  | Julianna Révész | Áron Szilágyi       | Réka Benkó           |
| 2013  | Gábor Szabados       | Edina Knapek            | Ádám Marosi        | Emese Szász     | Balázs Lontay       | Anna Márton          |
| 2014  | Gábor Szabados       | Aida Mohamed            | András Rédli       | Bianka Bukócki  | Áron Szilágyi       | Anna Várhelyi        |
| 2015  | Gábor Szabados       | Fanni Kreiss            | Péter Somfai       | Kata Mihály     | András Szatmári     | Anna Márton          |
| 2016  | Kristóf Szabados     | Aida Mohamed            | Gergely Siklósi    | Emese Szász     | András Szatmári     | Anna Márton          |
| 2017  | Dániel Dósa          | Flóra Pásztor           | Zsombor Bányai     | Kinga Dékány    | András Szatmári     | Liza Pusztai         |
| 2018  | Dániel Dósa          | Fanni Kreiss            | Dávid Nagy         | Eszter Muhari   | Áron Szilágyi       | Liza Pusztai         |
| 2019  | Dániel Dósa          | Fanni Kreiss            | Péter Somfai       | Eszter Muhari   | Áron Szilágyi       | Anna Márton          |
| 2020  | Dániel Dósa          | Kata Kondricz           | Bakos Bálint       | Anna Kun        | Áron Szilágyi       | Liza Pusztai         |
| 2021  | Gergő Szemes         | Kata Kondricz           | Máté Koch          | Eszter Muhari   | Áron Szilágyi       | Renáta Katona        |
| 2022  | Dániel Dósa          | Kata Kondricz           | Zsombor Bányai     | Anna Kun        | Csanád Gémesi       | Sugár Katinka Battai |
| 2023  | -                    | -                       | -                  | -               | -                   | -                    |
| 2024  | Gergő Szemes         | Flóra Pásztor           | Dávid Nagy         | Eszter Muhari   | Csanád Gémesi       | Sugár Katinka Battai |